# Henri Giraud (champagne)
Henri Giraud is de naam van een in 1975 in Ay opgericht champagnehuis. Het huis brengt verschillende champagnes, een stille wijn en een ratafia op de markt.
- Esprit de Giraud is een Brut Sans Année, de basischampagne en het visitekaartje van het huis. De champagne is geassembleerd van 70% pinot noir en 30% chardonnay. Door de jonge wijn voor het bottelen een jaar lang gekoeld in roestvrijstalen vaten te bewaren kon geen malolactische gisting opgetreden.
- Esprit de Giraud Blanc de Blancs. De blanc de blancs is een witte wijn van witte druiven van de chardonnay.
- Esprit de Giraud Rosé is een roséchampagne. De wijn werd van 70% pinot noir en 22% chardonnay gemaakt. De jonge wijn werd voor het bottelen een jaar lang gekoeld in roestvrijstalen vaten bewaard en met 8% op eikenhouten fusten gerijpte stille wijn uit Aÿ op kleur gebracht.
- Hommage à François Hémart is een assemblage van 70% pinot noir en 30% chardonnay, beiden uit de premier cru-gemeente Ay. Na de eerste gisting in roestvrijstalen vaten werd de wijn een half jaar in eiken vaten bewaard om te rijpen.
- Code Noir is een blanc de noirs, een witte wijn van blauwe, de Fransman zegt "zwarte", druiven. De wijn werd enige tijd in eiken vaten bewaard.
- Code Noir Rosé is een roséchampagne, de witte wijn van pinot noir werd aangevuld met 10% rode wijn uit Ay. De wijn werd enige tijd in eiken vaten bewaard.
- Fût de Chêne 2000 is een millésimé. Alle druiven, 70% pinot noir en 30% chardonnay, werden in dat oogstjaar geplukt in de grand cru-gemeente Ay. De wijn mocht een jaar op eiken vaten rusten. Het eiken kwam uit het woud van Argonne in de Champagne. Dit is de "cuvée de prestige" van het huis.
- Coteaux Champenois Blanc, een "stille" witte wijn uit het champagnegebied. Een dergelijke wijn mag op het etiket de benaming Coteaux champenois A.C. voeren.
- Ratafia de Champagne, een ratafia, een zoete versterkte stille wijn van 30% chardonnay en 70% pinot noir van goede cru's. Voor de ratafia is de tweede persing, de "taille" gebruikt. De taille van de chardonnay is nog wel bruikbaar voor de assemblage van goede champagnes maar die van de pinot noir bevat te veel tannine. Het huis Henri Giraud heeft ze daarom gebruikt voor de ratafia. De ratafia is gemaakt van most die met destillaat van wijn (eau de vie) werd aangelengd. De ratafia werd bewaard in eikenhouten vaten en met het solera-systeem verbeterd.